# Erich-Kästner-See
Der Erich-Kästner-See ist ein kleines, künstliches Stillgewässer in Darmstadt, Hessen, das als erstes Hochwasserrückhaltebecken des Ruthsenbach-Systems dient. 

## Geographie
Der See liegt am Nordostrand von Darmstadt-Kranichstein. Er ist ca. 250 m lang und ca. 60 m breit.

## Geschichte und Beschreibung
Der nach dem Schriftsteller Erich Kästner benannte See im Darmstädter Stadtteil Kranichstein wurde Ende der 1960er Jahre im Rahmen des Städtebauprojekts „Neu-Kranichstein“ künstlich angelegt, um das Landschaftsbild aufzuwerten und den Bewohnern Naherholungsmöglichkeiten zu bieten.
Das Gewässer liegt in der Aue des Ruthsenbachs und erfüllt die Funktion eines Hochwasserrückhaltebeckens. Schon auf historischen Karten aus dem 18. Jahrhundert sind an dieser Stelle mehrere Teiche verzeichnet, von denen der heutige Brentano-See der oberste war.
Im Jahr 2013 wurde der See zur Entschlammung vollständig trockengelegt. Dabei entstanden Flachwasserzonen und sanft abfallende Uferbereiche, die den Lebensraum für Fische, Amphibien und Wasserinsekten deutlich verbessern sollen.